# Matthäus Dresser

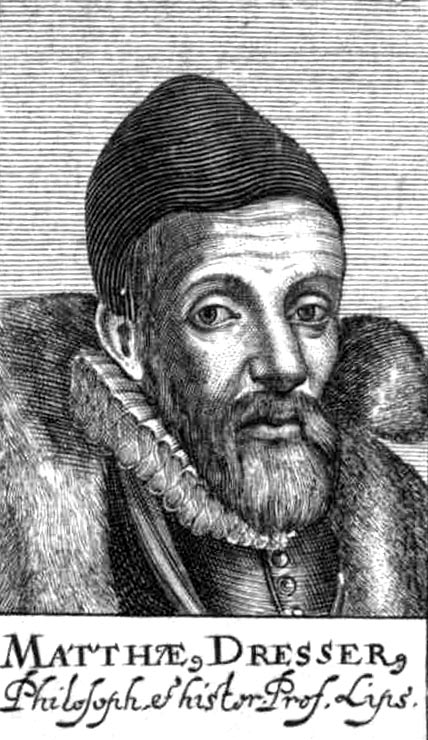
Matthäus Dresser

Matthäus Dresser  auch: Dressler, Drescher, Dresserus (* 24. August 1536 in Erfurt; † 5. Oktober 1607 in Leipzig) war ein deutscher Schulhumanist, Pädagoge, Philologe und Historiker.

## Leben
Dresser stammt aus bescheidenen Verhältnissen. Nach dem Besuch der Schule in Erfurt und Eisleben, begann er ein Studium an der Universität seiner Heimatstadt, wo er Vorlesungen von Martin Seidemann besuchte. In Erfurt ist er seit 1558 nachweisbar und erwarb sich dort 1559 den akademischen Grad eines Magisters der Philosophie. Ab 1560 unterrichtete er selbst an der Universität Erfurt die hebräische Sprache. Als man 1561 begann, das Erfurter Ratsgymnasium zu errichten, beteiligte er sich daran und wurde dort 1562 selbst Professor der griechischen Literatur.
1575 wurde Dresser Rektor der kurfürstlichen Landesschule St. Afra in Meißen. Nach sechs Jahren bekam er 1581 eine Professur der griechischen und lateinischen Sprachen und Geschichte an der Universität Leipzig. Hier beteiligte er sich auch an den organisatorischen Aufgaben der Hochschule. So war er viermal Dekan der philosophischen Fakultät und im Wintersemester 1599 Rektor der Alma Mater. Dresser verfasste eine Reihe gelehrter lateinischer Werke. Als sein Hauptwerk gilt die Isagoge historica. Der kurfürstlich sächsische Historiograph starb an Malaria und wurde am 7. Oktober 1607 in der Leipziger Paulinerkirche beigesetzt. Obwohl er die Grundsätze Melanchthons verinnerlichte, blieb er der lutherischen theologischen Gesinnung treu.
Dresser hatte zweimal geheiratet. Seine erste Ehe schloss er 1565 mit Juliane Sarcer (* 1547 in Dillingen; † 16. August 1598 in Leipzig), die Tochter des Erasmus Sarcerius. Seine zweite Ehe ging er 1600 mit Maria Cordes, der Tochter des Präpositus an der Leipziger Universität M. Henricus Cordes ein. Beide Ehen blieben kinderlos.

## Werke (Auswahl)
- Oratio isocratis Rhetoris Atheniensis disertissimi, eleganter disserens de officio Magistratus erga subditos et subditorum erga Magistratur etc., conversa e Graeco in Latinum. Erfurt 1558.
- Rhetorica, inventionis, dispositionis et elocutionis illustrata et locuplctata quam plurimis exemplis sacris et philosophicis. Erfurt 1570 (archive.org).
- M. T. Ciceronis de Natura Deorum libri III cum argumentis, oeconomia, et rerum verborumque accur. et artif. enodatione; additae sunt ad finem cujusque libri disputatione etc. Leipzig 1572.
- Gymnasmatum linguae graecae libri III orationum, epistolarum et carminum exempla sacra et profana complectentes. Erfurt 1574.
- De disciplina nova et veteri tam domestica quam scholastica. Basel 1577.
- Elocutionis rhetoricae doctrina, praeceptis et exemplis cum sacris tum philosophicis exposita et locupletata. Leipzig 1580.
- Oratio de dialectica Philippi Melanchthonis. Leipzig 1580 (archive.org).
- Catechismus Parvus D. Martini Lutheri, cum scholis et nonnullis textibus biblicis de festis anni, Item precationibus scholasticis. Wittenberg 1581 (archive.org).
- Oratio de IV monarchiis sive summis imperiis a Daniele propheta expressis. Leipzig 1581.
- De diebus festis Christianorum, Judaeorum et Ethnicorum liber. Leipzig 1584 (archive.org).
- Querela de Pontificiis insidiis per Germaniam. 1584 (books.google.de).
- De ordine et progressu professionis suac Lipsiensis. Leipzig 1585.
- Isagoge historica. Leipzig 1586, 1589 (archive.org), 1598 (archive.org), 1602 (archive.org), 1606 (archive.org) – auch Deutsch unter dem Titel Isagoge historica, oder historische Erzählung u.s.w. Leipzig 1601, Von den fürnehmsten Städten des Deutschlands. Ein kurzer aber doch deutlicher Bericht. Leipzig 1607, Band 5 (archive.org).
- Orationes Matthaei Dresseri, Tam Rerum varietate et copia quam sermonis puritate et elegantia commendate. Frankfurt/M. 1587 (archive.org).
- Orationes duae de Dialectica Phil. Melanthonis. Frankfurt 1588.
- Narratio de statu Ecclcsiae et Religionis in Persico regno. Wittenberg 1589 (archive.org).
- Confutatio commentitiae opinionis Rob. Bellamini de translatioie Imp. Rom. a Graecis ad Romanos, institutioneque septemvirorum electoralium per Pontif. Rom / Frankfurt 1592 (archive.org).
- Oratio funebris de Christiano I. Leipzig 1592 (archive.org).
- Oratio De vita et morte D. Pauli Lutheri Medici. Leipzig 1593 (archive.org).
- Explicatio ad Rudolphum II. Imp. Rom. historica dicti seu vaticinii cujusdam Lactantii de delendo noraine Romano in terris et transferendo imperio occid. in orientem. Leipzig 1593, Leipzig 1602 (archive.org).
- Oratio De Bello Turcico. Jena 1593 (archive.org).
- Oratio De cancellarii munere et dignitate tam in regnis et ducatibus, quam in Academia Lipsiensi. 1594 (archive.org).
- Die kleine fürstliche Chronica, durch Kasper Sturm, contin. bis aufs Jahr Chr. 1596. Leipzig 1596.
- Sächsisches Chronicon. Wittenberg 1596 (archive.org).
- Historien und Bericht von dem neuerlicher Zeit erfundenen Königreiche China. Leipzig 1597, Halle 1598 (archive.org).
- Martini Lutheri Historia Leipzig 1598 (archive.org).
- Gratulatio de recuperata Alba rcgali. Leipzig 1600.
- Neu Stammbuch und Beschreibung des uralten königlichen Kur- und fürstlichen Geschlechtes des Hauses Sachsen u.s.w. Leipzig 1602 (archive.org).
- Ungnadische Chronica, darinnen der Herren Ungnaden Ankunft und Ausbreitung und ritterliche Thaten verzeichnet werden von 1147 an bis 1601. Leipzig 1602 (archive.org).
- De praecipuis Germaniae urbibus paene ducentis, Isagoges histoncae Pars V. Leipzig 1606.
- Orationes in unum eorpus redactae. Leipzig 1606.
- De discendi Ordine Consilium. 1611 (archive.org).
- Kai Brodersen (Hg.): Matthaeus Dresser: Zum Lob von Erfurt (1567 und 1606). Zweisprachige Ausgabe. Speyer: KDV 2024. ISBN 978-3-939526-74-2